# BMS Scuderia Italia

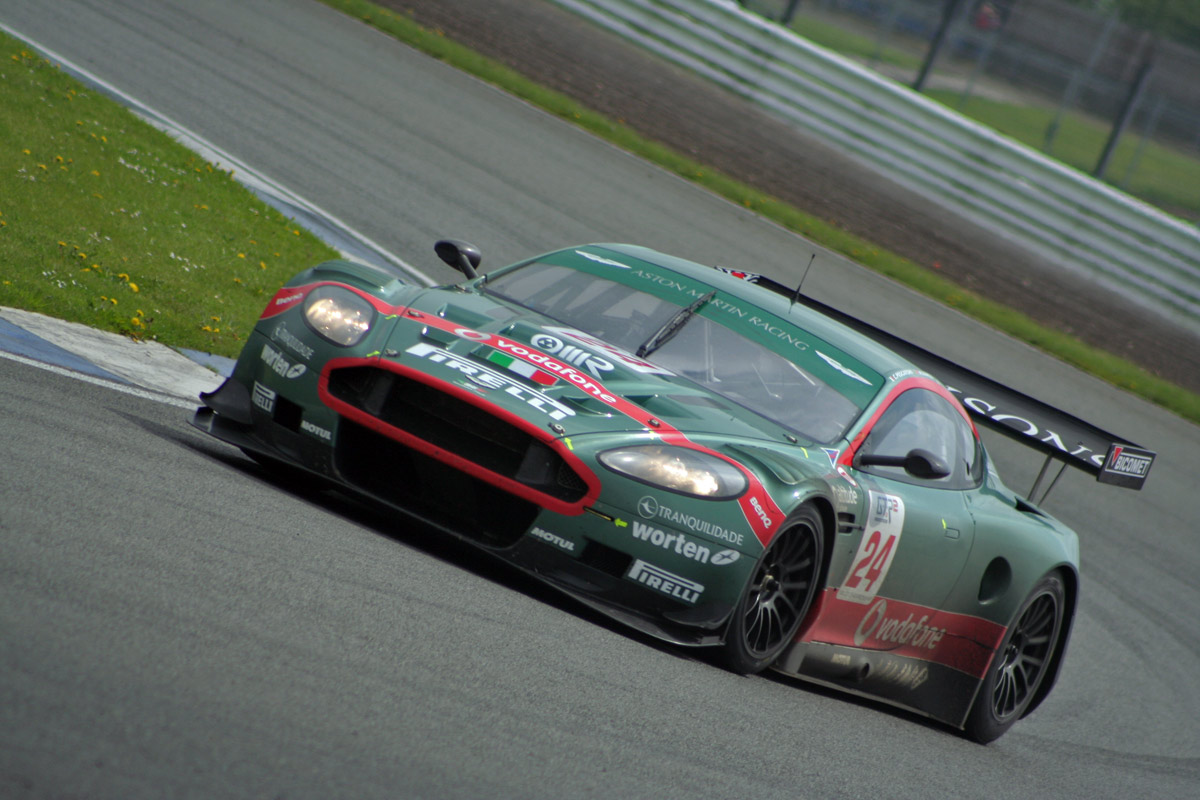
Un Aston Martin DBR9 de BMS Scuderia Italia. Los vehículos del equipo tradicionalmente presentan una raya grande pintada a través de la nariz o capó.

BMS Scuderia Italia SpA (a veces referido simplemente como Scuderia Italia) fue una escudería italiana de automovilismo fundada por el magnate del acero italiano y entusiasta del automovilismo Giuseppe Lucchini. Inicialmente fue llamada Brixia Motor Sport (BMS) y entrando brevemente en el Campeonato Mundial de Turismos, el nombre del equipo fue alterado a BMS Scuderia Italia a su entrada a Fórmula 1 en 1988. Después de dejar la categoría en 1993, Scuderia Italia ha estado involucrado en carreras de turismos. Scuderia Italia ha estado involucrado con muchos fabricantes de automóviles, incluyendo Alfa Romeo, Lancia, Ferrari, Nissan, Porsche, y Aston Martin. El equipo participó en el Campeonato FIA GT con un par de Ferrari F430.

## Historia

### Brixia Motor Sport
En 1983, después de estar participando con Osella, Giorgio Francia, y Mirabella Racing en el Campeonato de Grupo 6 Italiano y más tarde en el Campeonato Mundial de Resistencia, Giuseppe Lucchini decidió formar su propio equipo. Nombrado según el nombre en latín original para la base del equipo en Brescia, Brixia Motor Sport inscribió un Alfa Romeo GTV6 en el Campeonato Italiano de Rally antes de reemplazarlo con un Lancia 037 en 1985. Brixia regresó con Alfa Romeo en 1987 cuando el equipo se expandió para introducir el nuevo Alfa Romeo 75 en tanto el Campeonato Mundial de Turismos y en el Italiano de Rally. Alfa Romeo aun así escogió retirarse del Mundial de Turismos, y Lucchini desvió su atención a otro campeonato mundial.

### Fórmula 1

#### Dallara
Después de abandonar el Campeonato Mundial de Turismos durante la temporada de 1987, Giuseppe Lucchini puso su vista en competir en Fórmula 1 el año venidero. Incapaz de construir su propio monoplaza, Lucchini negoció con el dueño de Dallara, Gian Paolo Dallara, para construir un monoplaza nuevo basado en su experiencia en Fórmula 3000.  Lucchini rebautizó su equipo como BMS Scuderia Italia y puso a Vittorio Palazzani en cargo de este. Sergio Rinland diseñó el nuevo Dallara 188 y también ejerció como el ingeniero en jefe del equipo. Cosworth proporcionó sus motores Ford DFZ V8 y el italiano Alex Caffi fue firmado para conducir el único monoplaza del equipo. El chasis fue completado tarde, forzando al equipo a traer un monoplaza Dallara de Fórmula 3000 para la primera Gran Premio de Brasil. El equipo fue incapaz de puntuar, pero clasificó para catorce de dieciséis carreras durante el año. Caffi obtuvo como mejor llegada el séptimo puesto conseguido en el Gran Premio de Portugal, una posición por afuera de los puntos.

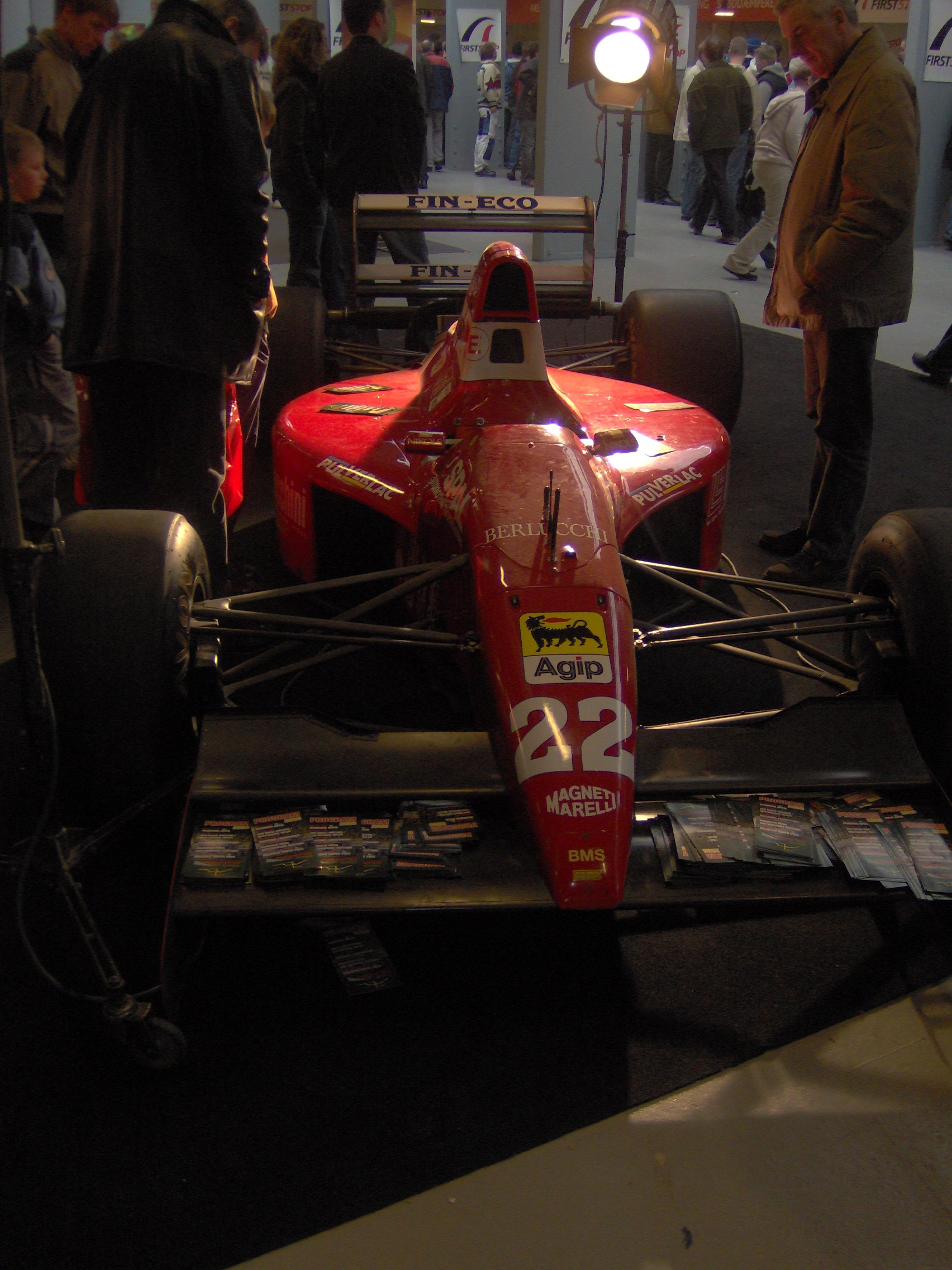
Dallara 191-Judd de J.J. Lehto utilizado por BMS Scuderia Italia en.

Para 1989, Scuderia Italia introdujo un segundo monoplaza para el experimentado italiano Andrea de Cesaris. El nuevo Dallara 189 estuvo diseñado por el nuevo ingeniero Mario Tolentino. En la tercera carrera del año, el Gran Premio de Mónaco, Caffi ganó los primeros puntos del equipo cuando llegó a la meta en cuarta posición, a pesar de que en el Campeonato de  Constructores se reconoció a Dallara sobre Scuderia Italia. Más tarde esa temporada, ayudados por el duro desgaste en el Gran Premio de Canadá, ambos pilotos obtuvieron puntos. De Cesaris logró el primer podio de la escudería al acabar en tercer lugar, mientras que Caffi terminó sexto dos vueltas detrás. Para el resto del año, ninguno de los dos fue capaz de puntuar de nuevo, a pesar de que Caffi clasificó en tercer lugar en la parrilla del Gran Premio de Hungría y ambos clasificaron en los primeros diez en el Gran Premio de Australia, el último de la temporada. Ambos italianos se posicionaron en la posición 17.º en el Campeonato de Pilotos, mientras sus ocho puntos totales le significó a Dallara ser octavo en el Campeonato de Constructores.
En 1990, el director del equipo, Patrizio Cantù, salió del equipo y fue reemplazado por el exingeniero de Scuderia Ferrari Pierpaolo Gardella. Alex Caffi también dejó el equipo, firmando con Arrows. Emanuele Pirro fue firmado para ser su reemplazo, sin embargo Gianni Morbidelli estuvo sustituyéndolo en las primeras dos carreras de la temporada cuando Pirro estuvo enfermo. El equipo tuvo problemas durante el año, fue incapaz de ganar puntos en toda la temporada (a pesar de que de Cesaris largó 3.º en la primera carrera del año, el Gran Premio de los Estados Unidos) y solo pudieron lograr terminar en siete de dieciséis Grandes Premios, a pesar de que una de estas carreras (de Cesaris en Francia) terminó más tarde en descalificación.

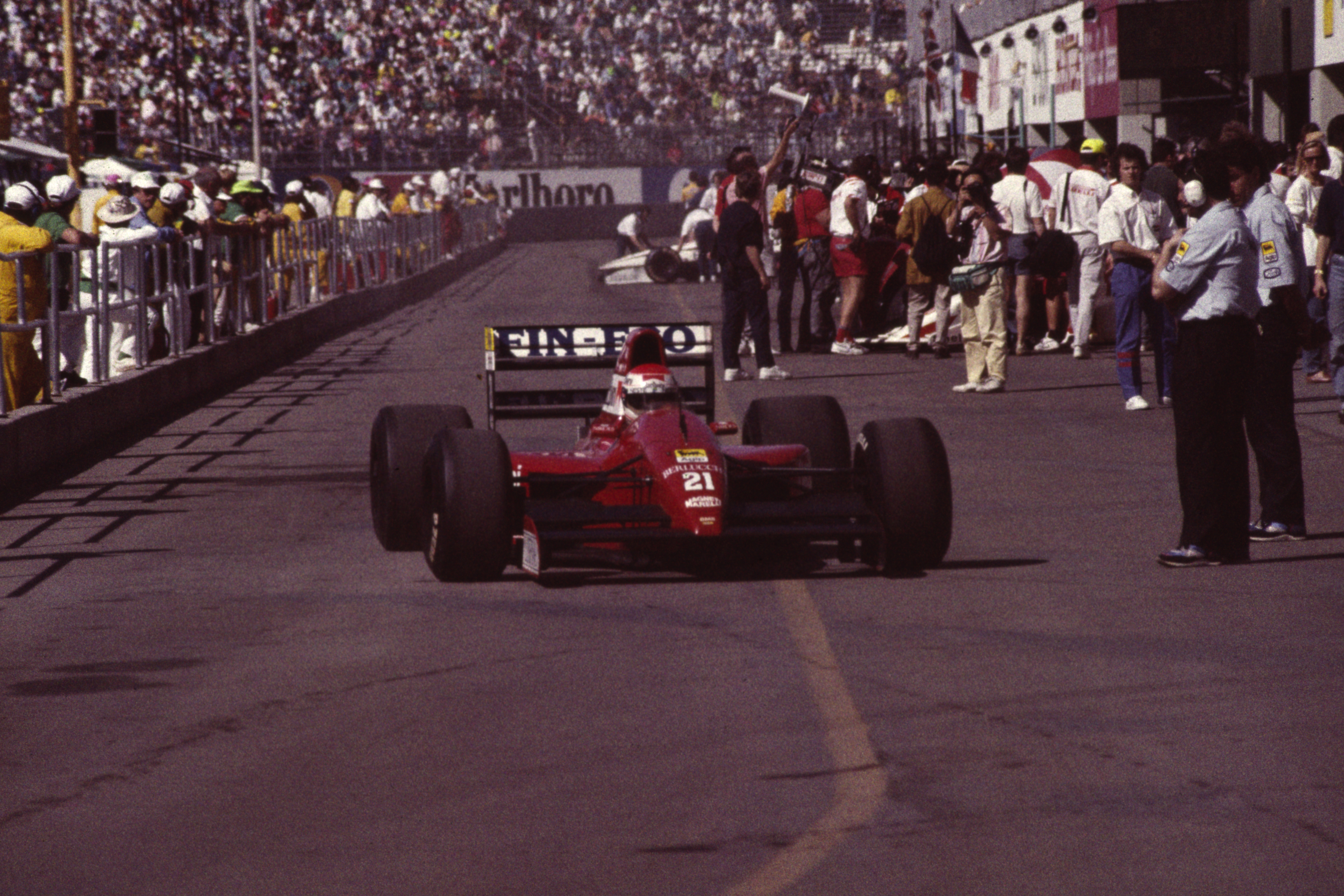
Emanuele Pirro manejando el F191 en el Gran Premio de los Estados Unidos de 1991.

Decepcionado con el Dallara 190, Tolentino fue reemplazado por Nigel Cowperthwaite en 1991 para el diseño del 191, y los motores Ford-Cosworth del equipo fueron reemplazados por motores Judd V10 nuevos. De Cesaris también tuvo que ser reemplazado, ya que firmó para conducir para el nuevo equipo Jordan. El finlandés J.J. Lehto, fue contratado y pronto ganó los primeros puntos para BMS Scuderia Italia desde 1989, llegando en 3.º puesto en el Gran Premio de San Marino. Pirro siguió con la buena racha con un sexto sitio en el Gran Premio de Mónaco y su primer punto con el equipo. Aun así, Lehto falló en terminar más de la mitad de las carreras durante el año y Pirro batalló para preclasificarse para varias carreras, y así quedaron en las posiciones duodécimo y decimoctavo respectivamente en el Campeonato de Pilotos. Dallara una vez más quedó en octavo lugar en el Campeonato de Constructores.
Giuseppe Lucchini negoció el uso de motores Ferrari V12 del año anterior para la temporada 1992 y obtuvo a Pierluigi Martini como sustituto para Pirro quien había sido liberado por el equipo. La fiabilidad aumentó ya que el equipo completó todas las carreras, a excepción de cuatro Grandes Premios, con al menos un bólido. Martini anotó los únicos puntos del equipo en el año con dos sextos lugares consecutivos en los Grandes Premios de España y San Marino, ganando el decimosexto puesto en el Campeonato de Pilotos y Dallara quedando en décimo en el Campeonato de Constructores.

#### Lola
Giuseppe Lucchini anunció que –después de que hubiera fricciones entre Dallara y Ferrari– los monoplazas para 1993 serían construidos por Lola Cars, con Ferrari como proveedor de motor. (Lola y Larrousse tuvieron algo de éxito en 1990, pero se habían separado al final de 1991 cuando Larrouse se empezó a tener problemas). Siguiendo al anuncio de dejar Dallara, tanto Lehto como Martini cambiaron a equipos nuevos. El equipo obtuvo como patrocinador a Chesterfield, una marca de cigarrillos, y Lucchini firmó al subcampeón mundial de 1985, Michele Alboreto y al novato Luca Badoer como pilotos.

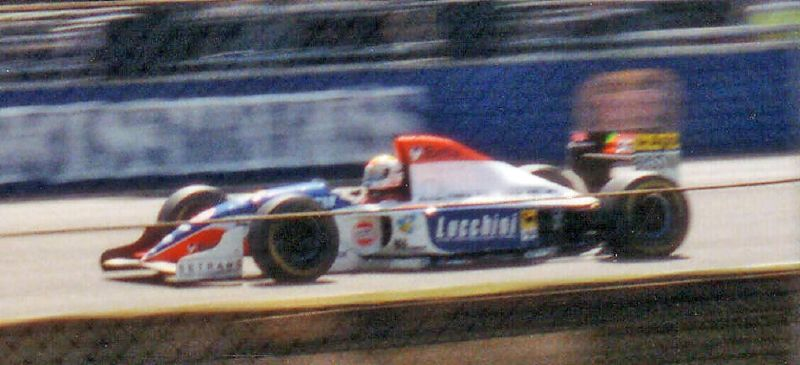
Un Minardi M194 con patrocinio de la compañía de Giuseppe Lucchini después de que BMS Scuderia Italia se fusionara con Minardi.

El cambio del equipo al monoplaza Lola más nuevo, no mejoró sus resultados, tanto Alboreto y Badoer batallaron para clasificar a varias carreras. Badoer tuvo la mejor llegada del equipo en el año en el Gran Premio de San Marino con un séptimo puesto, pero para las carreras finales de la temporada el equipo tenía problemas de dinero y escogió retirarse de las últimos dos pruebas, sin haber ganado ningún punto en la temporada.
Al final de la temporada 1993, Minardi también tenía problemas de dinero, y Giancarlo Minardi y Giuseppe Lucchini decidieron fusionar sus equipos para continuar en la temporada 1994. El equipo fusionado regresó a los puntos en esta temporada así como en 1995, antes de que Lucchini escogiera salir del campeonato para concentrar a BMS Scuderia Italia en otras categorías.

## Resultados

### Fórmula 1
(Clave) (negrita indica pole position) (cursiva indica vuelta rápida)

| Año      | Chasis       | Motor               | Neu. | N.º | Pilotos           | 1    | 2   | 3    | 4   | 5    | 6    | 7   | 8    | 9   | 10  | 11  | 12  | 13  | 14  | 15  | 16  | Puntos | Pos. |
| -------- | ------------ | ------------------- | ---- | --- | ----------------- | ---- | --- | ---- | --- | ---- | ---- | --- | ---- | --- | --- | --- | --- | --- | --- | --- | --- | ------ | ---- |
| 1988     | Dallara 3087 | Ford DFV 3.0 V8     | G    |     |                   | BRA  | SMR | MON  | MEX | CAN  | USE  | FRA | GBR  | GER | HUN | BEL | ITA | POR | ESP | JPN | AUS | 0      | NC   |
| 1988     | Dallara 3087 | Ford DFV 3.0 V8     | G    | 36  | Alex Caffi        | DNPQ |     |      |     |      |      |     |      |     |     |     |     |     |     |     |     | 0      | NC   |
| 1988     | Dallara 188  | Ford DFZ 3.5 V8     | G    | 36  | Alex Caffi        |      | Ret | Ret  | Ret | DNPQ | 8    | 12  | 11   | 15  | Ret | 8   | Ret | 7   | 10  | Ret | Ret | 0      | NC   |
| 1989     | Dallara F189 | Ford DFR 3.5 V8     | P    |     |                   | BRA  | SMR | MON  | MEX | USA  | CAN  | FRA | GBR  | GER | HUN | BEL | ITA | POR | ESP | JPN | AUS | 8      | 8.º  |
| 1989     | Dallara F189 | Ford DFR 3.5 V8     | P    | 21  | Alex Caffi        | DNPQ | 7   | 4    | 13  | Ret  | 6    | Ret | DNPQ | Ret | 7   | Ret | 11  | Ret | Ret | 9   | Ret | 8      | 8.º  |
| 1989     | Dallara F189 | Ford DFR 3.5 V8     | P    | 22  | Andrea De Cesaris | 13   | 10  | 13   | Ret | 8    | 3    | DNQ | Ret  | 7   | Ret | 11  | Ret | Ret | 7   | 10  | Ret | 8      | 8.º  |
| 1990     | Dallara F190 | Ford DFR 3.5 V8     | P    |     |                   | USA  | BRA | SMR  | MON | CAN  | MEX  | FRA | GBR  | GER | HUN | BEL | ITA | POR | ESP | JPN | AUS | 0      | NC   |
| 1990     | Dallara F190 | Ford DFR 3.5 V8     | P    | 21  | Gianni Morbidelli | DNQ  | 14  |      |     |      |      |     |      |     |     |     |     |     |     |     |     | 0      | NC   |
| 1990     | Dallara F190 | Ford DFR 3.5 V8     | P    | 21  | Emanuele Pirro    |      |     | Ret  | Ret | Ret  | Ret  | Ret | 11   | Ret | 10  | Ret | Ret | 15  | Ret | Ret | Ret | 0      | NC   |
| 1990     | Dallara F190 | Ford DFR 3.5 V8     | P    | 22  | Andrea De Cesaris | Ret  | Ret | Ret  | Ret | Ret  | 13   | DSQ | Ret  | DNQ | Ret | Ret | 10  | Ret | Ret | Ret | Ret | 0      | NC   |
| 1991     | Dallara F191 | Judd GV 3.5 V10     | P    |     |                   | USA  | BRA | SMR  | MON | CAN  | MEX  | FRA | GBR  | GER | HUN | BEL | ITA | POR | ESP | JPN | AUS | 5      | 8.º  |
| 1991     | Dallara F191 | Judd GV 3.5 V10     | P    | 21  | Emanuele Pirro    | Ret  | 11  | DNPQ | 6   | 9    | DNPQ | DNQ | 10   | 10  | Ret | 8   | 10  | Ret | 15  | Ret | 7   | 5      | 8.º  |
| 1991     | Dallara F191 | Judd GV 3.5 V10     | P    | 22  | J. J. Lehto       | Ret  | Ret | 3    | 11  | Ret  | Ret  | Ret | 13   | Ret | Ret | Ret | Ret | Ret | 8   | Ret | 12  | 5      | 8.º  |
| 1992     | Dallara F192 | Ferrari 037 3.5 V12 | G    |     |                   | RSA  | MEX | BRA  | ESP | SMR  | MON  | CAN | FRA  | GBR | GER | HUN | BEL | ITA | POR | JPN | AUS | 2      | 10.º |
| 1992     | Dallara F192 | Ferrari 037 3.5 V12 | G    | 21  | J. J. Lehto       | Ret  | 8   | 8    | Ret | 11   | 9    | 9   | 9    | 13  | 10  | DNQ | 7   | 11  | Ret | 9   | Ret | 2      | 10.º |
| 1992     | Dallara F192 | Ferrari 037 3.5 V12 | G    | 22  | Pierluigi Martini | Ret  | Ret | Ret  | 6   | 6    | Ret  | 8   | 10   | 15  | 11  | Ret | Ret | 8   | Ret | 10  | Ret | 2      | 10.º |
| 1993     | Lola T93/30  | Ferrari 040 3.5 V12 | G    |     |                   | RSA  | BRA | EUR  | SMR | ESP  | MON  | CAN | FRA  | GBR | GER | HUN | BEL | ITA | POR | JPN | AUS | 0      | NC   |
| 1993     | Lola T93/30  | Ferrari 040 3.5 V12 | G    | 21  | Michele Alboreto  | Ret  | 11  | 11   | DNQ | DNQ  | Ret  | DNQ | DNQ  | DNQ | 16  | Ret | 14  | Ret | Ret |     |     | 0      | NC   |
| 1993     | Lola T93/30  | Ferrari 040 3.5 V12 | G    | 22  | Luca Badoer       | Ret  | 12  | DNQ  | 7   | Ret  | DNQ  | 15  | Ret  | Ret | Ret | Ret | 13  | 10  | 14  |     |     | 0      | NC   |
| Fuentes: |              |                     |      |     |                   |      |     |      |     |      |      |     |      |     |     |     |     |     |     |     |     |        |      |